# مات ميتشيل
مات ميتشيل (بالإنجليزية: Matt Mitchell)‏ هو عازف جاز وعازف بيانو وملحن أمريكي، ولد في 19 يوليو 1975.

## وصلات خارجية
- الموقع الرسمي
- مات ميتشيل على موقع ميوزك برينز (الإنجليزية)
- مات ميتشيل على موقع أول ميوزيك (الإنجليزية)
- مات ميتشيل على موقع ديسكوغز (الإنجليزية)